# Pleiospilos compactus subsp. fergusoniae
Pleiospilos compactus subsp. fergusoniae, una subespecie de  Pleiospilos compactus, es una planta suculenta perteneciente a la familia de las aizoáceas. Es originaria de Sudáfrica

## Descripción
Es una pequeña planta suculenta perennifolia, que alcanza un tamaño de 5 cm de altura. Se encuentra a una altitud de 800 - 1000 metros en Sudáfrica.

## Sinonimia
- Pleiospilos fergusoniae L.Bolus[1][2]